# Minas Gerais
Minas Gerais (AFI ['minɐz ʒeˈɾajs], numele însemnand „mine generale”) este una dintre cele 27 de unități federative ale Braziliei. Se învecinează cu Espírito Santo și Rio de Janeiro la est, Bahia la nord, Goiás și Mato Grosso do Sul la vest și São Paulo la sud. În 2007 Minas Gerais  avea o populație de 19.261.816 de locuitori și suprafață de 586.528,29 km², fiind împărțit în 12 mezoregiuni, 66 de microregiuni și 853 de municipii.
Capitala statului este orașul Belo Horizonte, care reunește în regiunea metropolitană circa 5,5 milioane de locuitori și prin urmare este a treia aglomerație ca mărime din țară.
Cu cele cca 20 de milioane de locuitori Minas Gerais este al doilea stat brazilian după numărul populației, și posedă a treia economie a țării, fiind depășit numai de São Paulo și Rio de Janeiro.

## Economie

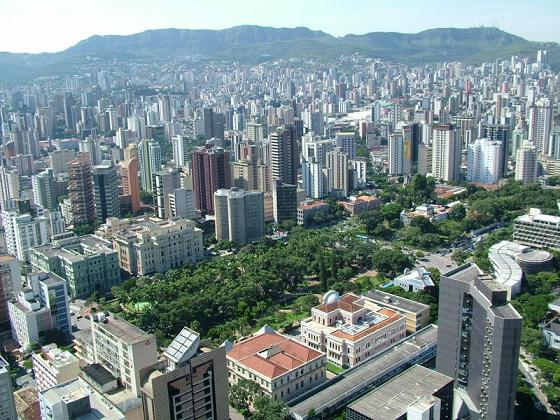
Belo Horizonte.

Statul este un important producător de cafea, soia, lapte, carne, trestie de zahăr, banană și alte produse agrozootehnice, și minerale: fier, aluminiu, calcar și altele. În prezent și industria este foarte importantă: prelucrarea minereurilor, siderurgia (producția oțelului), electronica, Industria automobilistică (Fiat și Iveco au fabrici aici), pe lângă industriile de textile, alimente și băuturi.

### Turism
Altă activitate importantă este turismul, deși nu este foarte bine exploatat. În stat există:
- orașe istorice din perioada colonială: Ouro Preto, Mariana, Sabará, Congonhas, Tiradentes, Pará de Minas, Rio Acima și Diamantina, cu arhitecturi religioase și camere istorice bine conservate
- stațiuni balneare de ape minerale: Araxá, Poços de Caldas, Lambari, Caxambu ș.a.
- peisaje naturale în parcuri și rezervații naționale: Parcul Național de cel Caparaó, Parcul Național Serra de cel Cipó, Parcul Statal Sumidouro ș.a.